# هنری مورگان
سر هنری مورگان (به انگلیسی Sir Henry Morgan؛ به ویلزی: Harri Morgan هری مورگان؛ حدود ۱۶۳۵ – ۲۵ اوت ۱۶۸۸) یک ملاک اهل ولز بود صاحب مزرعه، و بعداً ستوان فرماندار جامائیکا شد. او از پایگاه خود در پورت رویال، جامائیکا، به شهرک‌ها و کشتی‌رانی در منطقه اصلی اسپانیا یورش برد و با این کار ثروتمند شد. با جایزه پول حاصل از حملات، او سه مزرعه بزرگ شکر را در جزیره خریداری کرد.

## زندگی
هنری مورگان بوکانیر مشهوری بود. او در جزیره جامائیکا در دریای کارائیب زندگی می‌کرد. 
جامائیکا توسط انگلستان اداره می‌شد. در سال های ۱۶۶۰ اسپانیایی ها سعی کردند جامائیکا را به تصرف در آورند.
فرماندار جامائیکا به مورگان و بقیه بوکانیر ها اجازه حمله به کشتی ها و شهر های اسپانیا را داد.
مورگان حملات بسیاری را بر علیه اسپانیایی‌ها ها رهبری کرد.
او به خاطر بی باکی و قساوت و اعمال وحشیانه‌اش شهرت یافت و حتی پس از خاتمه جنگ اسپانیا و انگلستان حمله به شهرهای اسپانیا را ادامه داد. شاه انگلستان برای حفظ صلح با اسپانیا، او را توقیف کرد. اما مورگان در انگلیس به چنان قهرمانی تبدیل شده بود که هرگز او را به هیچ دادگاهی احضار نکردند. بعد ها او لغب شوالیه گرفت و به عنوان معاون فرماندار جامائیکا نامیده شد.

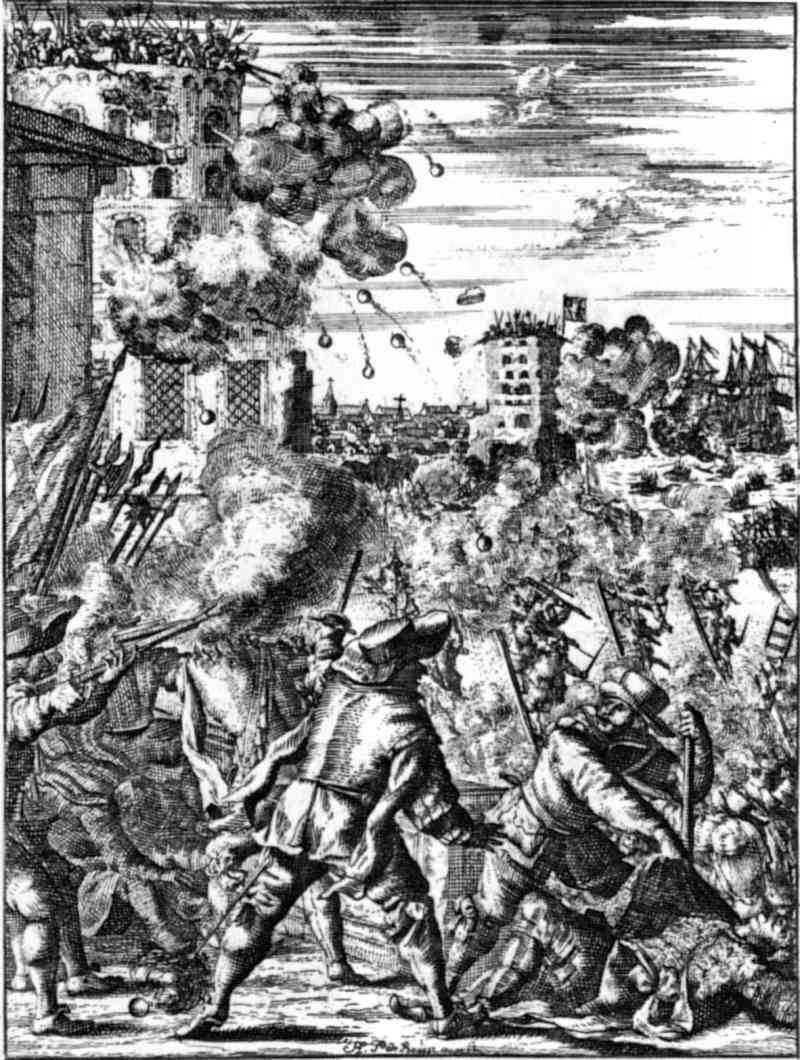
حمله مورگان به فرتین دی سان جرونیمو، پورتو بلو

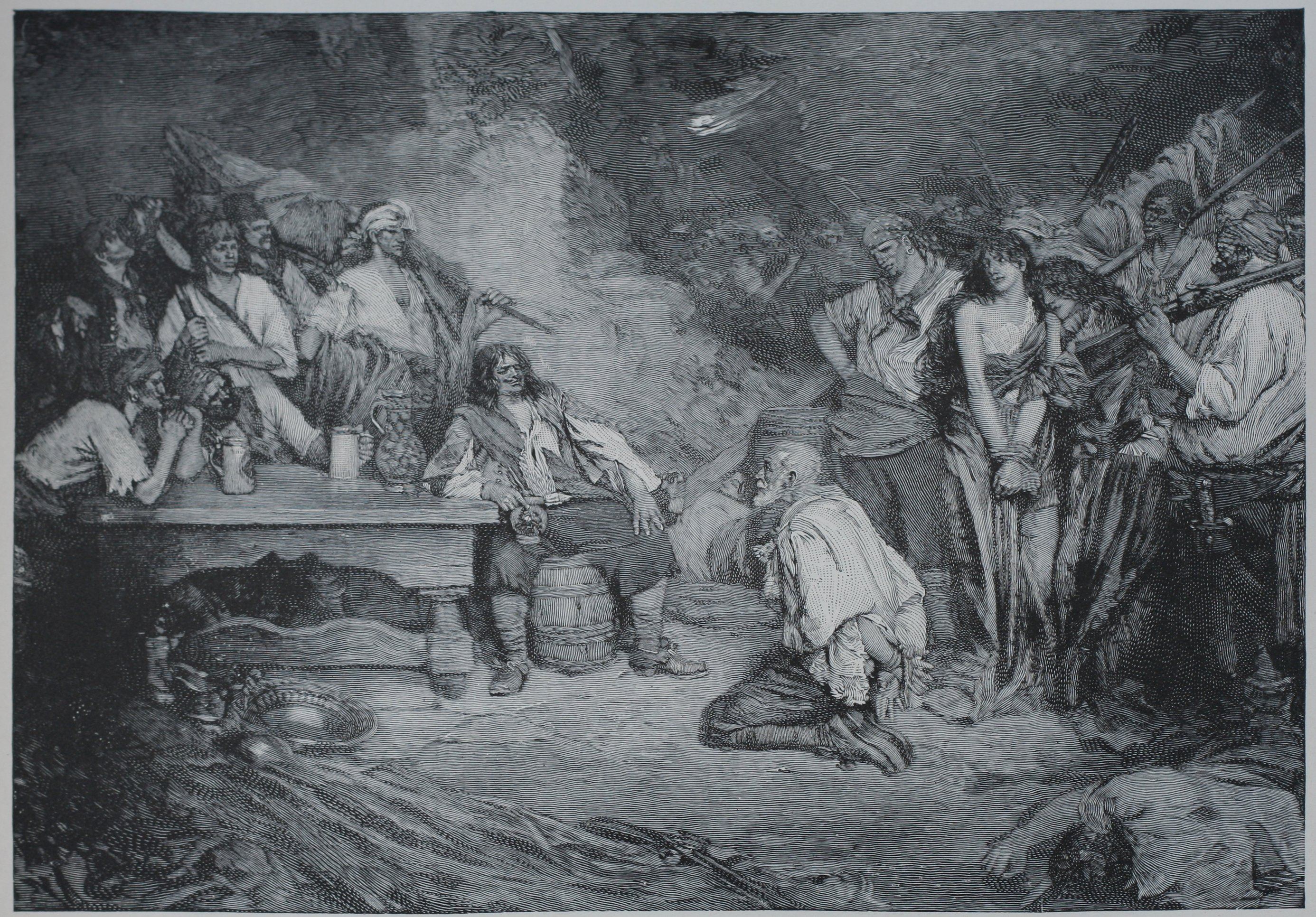
مورگان با یک زندانی